# Periclimenaeus palauensis
Periclimenaeus palauensis is een garnalensoort uit de familie van de Palaemonidae. De wetenschappelijke naam van de soort is voor het eerst geldig gepubliceerd in 1968 door Miyake & Fujino.